# Bertrand Vac
Pour les articles homonymes, voir Pelletier (homonymie).
Œuvres principales
- Louise Genest

Bertrand Vac, nom de plume d'Aimé Pelletier né le 20 août 1914 à Saint-Ambroise-de-Kildare et mort le 23 juillet 2010 à Montréal, est un médecin, romancier, nouvelliste et essayiste québécois.

## Biographie
Il étudie au Séminaire de Joliette, puis entre en faculté de médecine à l'Université de Montréal. De 1942 à 1946, il pratique dans le corps médical de l'armée canadienne, participant notamment au débarquement de Normandie. À la fin du conflit, il poursuit des études en chirurgie au Canada et à Paris, puis travaille à l'Hôpital de Verdun jusqu'à sa retraite.
En littérature, il adopte le pseudonyme de Bertrand Vac et cause un certain scandale avec son premier roman, Louise Genest (1950), portrait sans concessions d'une femme qui quitte son mari pour vivre avec un métis au fond des bois. Les romans et recueils de nouvelles qu'il publie ensuite racontent le plus souvent des histoires de mœurs où l'ironie n'est pas absente : Deux portes... une adresse (1952) ; Histoires galantes (1965) ; Les Voluptueuses (1992). Il aborde la littérature policière dans son roman L'Assassin dans l'hôpital (1956) et dans quelques nouvelles du recueil Bizarres (1988).
Que le diable m'emporte, un récit autobiographique, paraît en 2008.
Le fonds d’archives de Bertrand Vac (MSS52) est conservé au centre BAnQ Vieux-Montréal de Bibliothèque et Archives nationales du Québec.

## Œuvre

### Romans
- 1950 : Louise Genest, Cercle du Livre de France
- 1952 : Deux portes... une adresse, Cercle du Livre de France
- 1955 : Saint-Pépin, P.Q., Cercle du Livre de France
- 1956 : L'Assassin dans l'hôpital, Cercle du roman policier
- 1963 : La Favorite et le Conquérant, Cercle du Livre de France
- 1992 : Les Voluptueuses, Guérin littérature
- 1998 : À mon seul désir, Québec Amérique (réédition en ebook, édition Culture Commune, juin 2021, avec une préface de Pierre Salducci)

### Recueils de nouvelles
- 1965 : Histoires galantes, Cercle du Livre de France
- 1988 : Bizarres, Guérin littérature
- 1991 : Rue de Bullion, Leméac

### Théâtre
- 1967 : Appelez-moi Amédée, inédit

### Autres publications
- 1967 : Mes pensées «profondes», aphorismes, Cercle du Livre de France
- 1974 : Le Carrefour des géants, Montréal 1820-1885, essai, Cercle du Livre de France
- 1987 : Jean C. Lallemand raconte, souvenirs, Louise Courteau Éditrice, 1987
- 1989 : Le Choix de Bertrand Vac dans son œuvre, anthologie, Guérin littérature
- 2008 : Que le diable m'emporte, récit autobiographique, Mémento

## Prix et récompenses
- 1950 - Prix du Cercle du livre de France, Louise Genest
- 1952 - Prix du Cercle du livre de France, Deux portes, une adresse
- 1956 - Prix du Cercle du roman policier, L'Assassin dans l'hôpital[4],[5]
- 1965 - Prix du Cercle du livre de France, Histoires galantes